# Santana do Acaraú
Santana do Acaraú è un comune del Brasile nello Stato del Ceará, parte della mesoregione del Noroeste Cearense e della microregione di Sobral.